# Edward Mizikowski
Edward Mizikowski (ur. 5 września 1952 w Nowej Soli, zm. 20 sierpnia 2017 w Brożówce) – polski działacz opozycji niepodległościowej, robotnik, dziennikarz, poeta.

## Życiorys

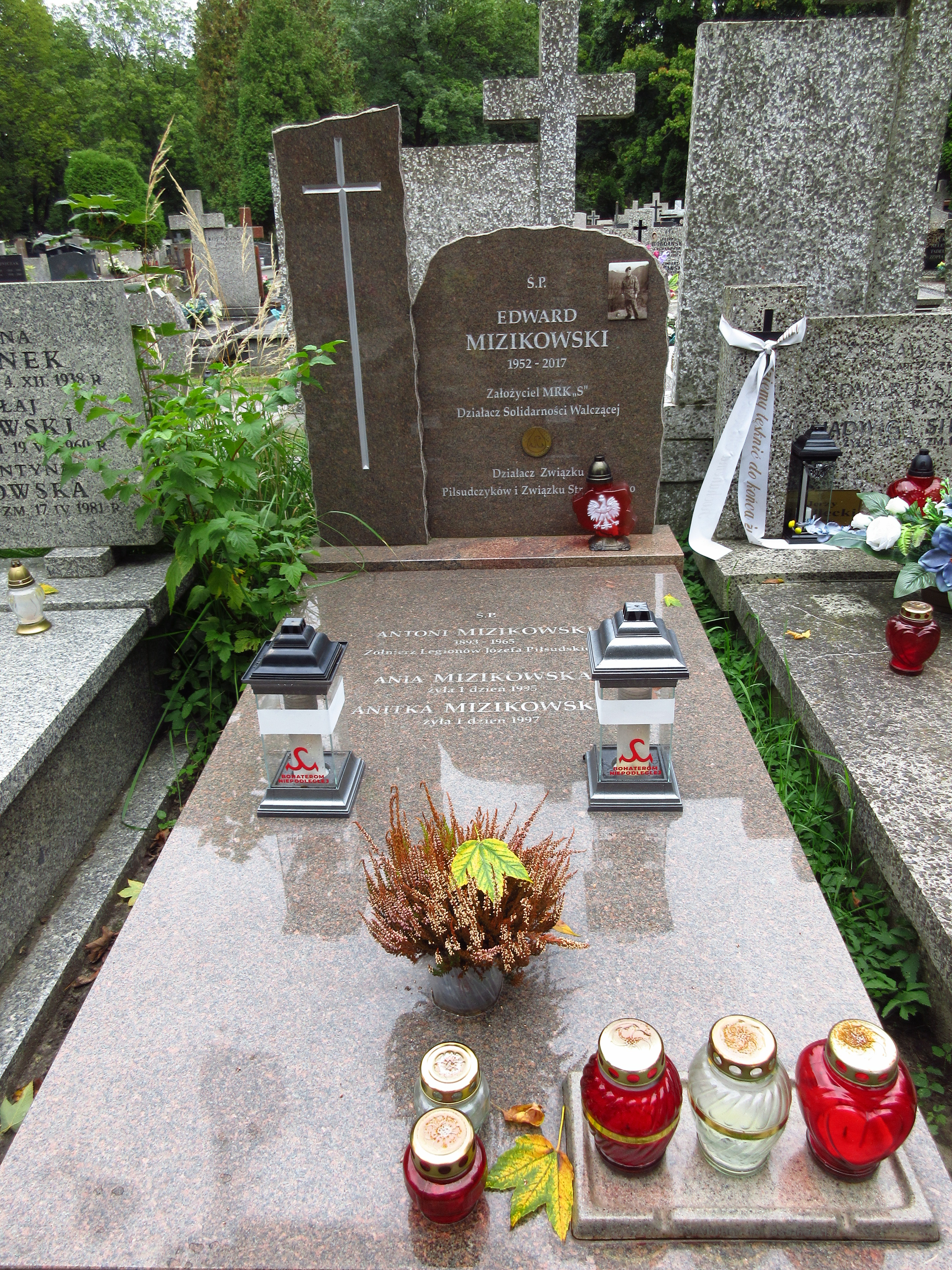
Grób Edwarda Mizikowskiego na Cmentarzu Bródnowskim.

Ukończył Zespół Szkół Zawodowych w Nysie. Pracował jako ślusarz w Hucie Warszawa. Od września 1980 należał do NSZZ „Solidarność”. W latach 1980–1981 był współpracownikiem Biura Interwencji i Mediacji NSZZ „S” Regionu Mazowsze.
W grudniu 1981 był uczestnikiem strajku w Hucie Warszawa oraz głównym organizatorem „Robotniczego Komitetu Samoobrony Społecznej „Solidarność” Huty Warszawa, który przekształcił w kwietniu 1982 się w Międzyzakładowy Robotniczy Komitet Samoobrony Społecznej NSZZ „Solidarność”, a następnie Międzyzakładowy Robotniczy Komitet „Solidarności” (MRKS).
Był redaktorem i wydawcą prasy podziemnej („Głos Wolnego Hutnika”, „Głos Wolnego Robotnika”, „CDN – Głos Wolnego Robotnika”), organizatorem manifestacji antykomunistycznych na Mazowszu. 29 listopada 1982 ostał aresztowany przez Służbę Bezpieczeństwa, a następnie do 26 lipca 1983 był osadzony w więzieniu na Rakowieckiej. Sprawę umorzono w wyniku amnestii. W latach 1987–1988 był organizatorem i współorganizatorem wielu akcji w obronie więźniów politycznych. 22 sierpnia 1988 był organizatorem strajku w Hucie Warszawa. Został aresztowany i skazany na miesiąc aresztu. W latach 1982–1989 był wielokrotnie zatrzymywany i karany przez kolegia ds. wykroczeń.
Był przeciwnikiem obrad Okrągłego Stołu, a następnie współorganizatorem akcji bojkotu wyborów 4 czerwca 1989. Współtworzył Niepodległościową Partię „Solidarność”, a następnie był zwolennikiem Solidarności 80. Współorganizował manifestacje wymierzone przeciwko rządowi Tadeusza Mazowieckiego i prezydenturze gen. Wojciecha Jaruzelskiego.  
Zgłosił swą kandydaturę w wyborach prezydenckich w 1990, nie udało mu się jednak zebrać wymaganych 100 tys. podpisów. W latach 90. działacz Związku Piłsudczyków i Związku Strzeleckiego. W wyborach parlamentarnych w 1993 bez powodzenia kandydował do Sejmu z listy Koalicji dla Rzeczypospolitej.
W latach 90. zajmował się handlem, m.in. jako właściciel pawilonu handlowego i sprzedawca na targowisku Wolumen w Warszawie, następnie był pracownikiem marketingu bezpośredniego i wykonywał prace dorywcze, a także pracował jako mechanik w warszawskim metrze. Był także wychowawcą młodzieży.
Autor tomików poezji „Serce i pazury” (2004), „Wybiłem się na Niepodległość” (2007).
Pochowany na cmentarzu Bródnowskim (kwatera 32L-2-29).

## Odznaczenia
W 2010 otrzymał Krzyż Solidarności Walczącej. W 2016 został odznaczony Krzyżem Wolności i Solidarności oraz Medalem Pro Patria. W 2017, za wybitne zasługi w działalności na rzecz przemian demokratycznych w Polsce, za osiągnięcia w podejmowanej z pożytkiem dla kraju pracy zawodowej i społecznej, został uhonorowany pośmiertnie przez prezydenta RP Andrzeja Dudę Krzyżem Komandorskim Orderu Odrodzenia Polski.